# Mose Allison
Pour les articles homonymes, voir Allison.
Mose John Allison, Jr., dit Mose Allison, est un pianiste américain de jazz, également chanteur et occasionnellement trompettiste, né à Tippo (Mississippi) le 11 novembre 1927 et mort à Hilton-Head (Caroline du Sud) le 15 novembre 2016. Il est devenu célèbre pour son mélange unique de blues et de jazz moderne, à la fois en chantant et en jouant du piano. Après avoir déménagé à New York en 1956, il a travaillé principalement dans des contextes de jazz, jouant avec des musiciens comme Stan Getz, Al Cohn et Zoot Sims, tout en enregistrant de nombreux disques.
Il est décrit comme ayant été "l'un des meilleurs auteurs-compositeurs de blues du XXe siècle". Ses chansons étaient fortement dépendantes de l'évocation d'humeurs, avec son humour ironique individualiste, "décalé" et subtil. Son influence d'écriture de R&B a eu des fans bien connus qui ont enregistré ses chansons, parmi lesquels Pete Townshend, qui a enregistré son "Young Man Blues" pour le groupe The Who sur l'album Live at Leeds  en 1970. John Mayall était l'un des dizaines à avoir enregistré son classique, "Parchman Farm", et Georgie Fame a utilisé de nombreuses chansons d'Allison. D'autres qui ont enregistré ses chansons incluent Leon Russell ("I'm Smashed") et Bonnie Raitt ("Everybody's Cryin' Mercy").
Les années 1980 ont vu sa popularité augmenter auprès de nouveaux fans attirés par son mélange unique de jazz moderne. Dans les années 1990, il a commencé à enregistrer de manière plus cohérente. Van Morrison, Georgie Fame et Ben Sidran ont collaboré avec lui sur un album hommage, Tell Me Something: The Songs of Mose Allison. Les Pixies ont écrit la chanson "Allison" en son hommage.
La musique d'Allison a eu une influence importante sur d'autres artistes, tels que Jimi Hendrix, J. J. Cale, Yardbirds, Rolling Stones, Tom Waits et Pete Townshend. Il a été intronisé au Long Island Music Hall of Fame en 2006.

## Biographie
Allison est née dans le comté de Tallahatchie, Mississippi, dans la ferme de son grand-père (connue sous le nom de "l'île"), située à l'extérieur de la petite communauté non constituée en société de Tippo. La ferme a reçu ce nom, selon Allison, "parce que le Bayou l'entoure." Il a pris des cours de piano à 5 ans, a cueilli du coton, joué du piano et de la trompette au lycée, compose sa première chanson à 13 ans.
Allison a fréquenté l'Université du Mississippi pendant un certain temps, puis s'est enrôlée dans l'armée américaine pendant deux ans. Peu de temps après son départ, il s'est inscrit à la Louisiana State University (LSU), dont il a obtenu en 1952 un baccalauréat ès arts en anglais avec une mineure en philosophie.
Allison a reçu un doctorat honorifique en lettres humaines de LSU en 2008.
Le piano et la trompette sont ses premiers instruments dans un groupe dixieland.
Mais il est rapidement conquis par le bebop. Ce sont surtout les « Brothers » cool qu'il accompagne d'emblée, Stan Getz, Al Cohn, Zoot Sims, avec lesquels il enregistre (1957-58), alors que sont déjà produits les premiers disques sous son nom.
Son origine sudiste est latente par son intérêt pour le blues à l'état pur, qui se combine avec les traits du bebop (liberté, indépendance rythmique et harmonique). Il est manifestement desservi dans sa carrière par ce caractère inclassable, par son chant dont sauront s'inspirer Ben Sidran ou Bob Dorough et par son peu d'intérêt manifeste pour les standards (il interprète fréquemment des chansons qu'il a composées lui-même).
En 1956, Allison a déménagé à New York et a lancé sa carrière de jazz, se produisant avec des artistes tels que Stan Getz, Gerry Mulligan, Al Cohn, Zoot Sims et Phil Woods. Son premier album, Back Country Suite, est publié par Prestige en 1957. Il forme son propre trio en 1958, avec Addison Farmer à la basse et Nick Stabulas à la batterie. En 1959, il sort un single "The Seventh Son" en face A et "Do Nothing Till You Hear from Me" en face B. 
Ce n'est qu'en 1963 que sa maison de disques lui permet de sortir un album entièrement chanté. Intitulée Mose Allison Sings, il s'agissait d'une compilation de chansons de ses précédents albums Prestige qui rendaient hommage à des artistes, dont Willie Dixon ("The Seventh Son", le premier titre de l'album), le Mojo Triangle : Sonny Boy Williamson ("Eyesight to the Blind"), et Jimmy Rogers ("That's allright"). Cependant, une composition originale, sans lien autre que le même titre avec "Parchman Farm" de "Bukka" White en 1940, sur l'album lui a valu le plus d'attention : "Parchman Farm". Pendant plus de deux décennies, « Parchman Farm » a été sa chanson la plus demandée. Il l'a retiré de sa liste de lecture dans les années 1980 en partie parce que certains critiques estimaient qu'il était politiquement incorrect, mais aussi, a-t-il précisé, parce que « vous allez dans le delta du Mississippi et il n'y a pas de sacs en coton. Ce sont toutes des machines et des produits chimiques. 
Prestige a essayé de commercialiser Allison en tant que pop star, mais Columbia et plus tard Atlantic ont essayé de le commercialiser en tant qu'artiste de blues. Parce qu'il chantait du blues, le magazine Jet pensait qu'il était noir et voulait l'interviewer.
Son album The Way of the World, sorti en mars 2010, était son premier après une absence de 12 ans des studios. En 2012, Allison a reçu un marqueur sur le Mississippi Blues Trail dans sa ville natale de Tippo. Le 14 janvier 2013, il a été nommé Jazz Master par le National Endowment for the Arts, la plus haute distinction nationale en jazz, lors d'une cérémonie au Lincoln Center à New York.
Allison a écrit quelque 150 chansons. Ses performances ont été décrites comme étant "livrées d'une manière conversationnelle décontractée avec un ton mélodique accentué du sud qui a une hauteur et une gamme parfaitement adaptées à son phrasé idiosyncratique, son approche laconique et son sens de l'humour ironique".

## Influence et héritage
On a dit qu'Allison développait une critique sociale avant Bob Dylan et une satire musicale avant Randy Newman. Sa musique a influencé de nombreux artistes de blues et de rock, dont Jimi Hendrix, les Rolling Stones, Tom Waits, John Mayall, J. J. Cale, les Who (qui ont fait de Young Man Blues un incontournable de leurs performances live) et Georgie Fame, qui l'a désigné comme "plus important que Bob Dylan".  
Blue Cheer a enregistré une version de sa chanson Parchman Farm sur leur premier album, tout comme Cactus. Les Yardbirds et les Misunderstood ont tous deux enregistré des versions de sa chanson I'm Not Talking. Manfred Mann en a également enregistré une version pour la BBC. John Evans, claviériste du groupe Jethro Tull, a été influencé par le jeu de piano d'Allison, qu'il décrit comme "si trompeusement simple et impressionnant." 
Allison a aidé à ouvrir la "fracture raciale du blues, prouvant qu'un homme blanc du Mississippi rural pouvait se défendre dans un genre traditionnellement noir." L'effort s'est avéré difficile, ce qu'il a décrit dans les paroles de Ever Since I Stole the Blues, l'une de ses chansons les plus célèbres : "Eh bien, la police du blues de Dixieland / J'ai essayé de m'attraper avec la marchandise à portée de main / Depuis que le garçon blanc a volé le blues."
Sa chanson Look Here a été reprise par les The Clash sur leur album Sandinista!. Leon Russell a repris sa chanson Smashed! sur son album Stop All That Jazz. Allison a joué avec Van Morrison, Georgie Fame et Ben Sidran sur l'album Tell Me Something: The Songs of Mose Allison. Elvis Costello a enregistré Everybody's Cryin' Mercy pour son album Kojak Variety et Your Mind Is on Vacation pour King of America (morceaux bonus). Dani Klein, du groupe de musique belge Vaya Con Dios, a repris Mind on Vacation sur l'album Roots and Wings, tout comme le musicien canadien Colin James sur son album de 1997 National Steel.
Black Francis, avec le groupe Pixies, lui rend hommage une première fois en 1990 sur l'album Bossanova avec la chanson Allison, puis une seconde fois en reprenant en 2019, sous son autre pseudonyme Frank Black, le morceau Numbers On Papers. 

## Vie personnelle et mort
Mose a épousé Audre, en 1949. Ils vivaient à Smithtown, New York, sur Long Island, où ils ont élevé quatre enfants, dont une fille, Amy, qui est musicienne. Audre Allison a déclaré que lorsqu'elle a rencontré Mose pour la première fois, "je pouvais dire que c'était quelqu'un qui générait sa propre joie." Elle a également déclaré: "Mose a toujours prêté attention à ce qui se passe dans le monde et a toujours lu avec voracité les histoires passées et présentes."
Mose Allison est décédé le 15 novembre 2016, quatre jours après son 89e anniversaire, à son domicile de Hilton Head, en Caroline du Sud.

## Discographie personnelle
- 1957 : Back country suite (Prestige/OJC)
- 1957 : Local color (Prestige/OJC)
- 1957 : Mose Allison sings (Prestige)
- 1957 : Al and Zoot (avec Al Cohn et Zoot Sims, sax ténor)
- 1958 : Young man Mose (Prestige)
- 1958 : Ramblin' with Mose (Prestige)
- 1959 : Autumn song (Prestige/OJC)
- 1959 : A modern jazz premiere (Columbia)
- 1959 : Transfiguration of Hiram Brown (Columbia/Legacy)
- 1960 : I love the life I live (Columbia/Legacy)
- 1961 : V-8 ford blues (Epic/Legacy)
- 1961 : Take to the hills (Epic)
- 1961 : Either Way (avec Al Cohn et Zoot Sims, sax ténor)
- 1962 : That's jazz (Atlantic)
- 1962 : I don't worry about a thing (Rhino)
- 1962 : Swingin' machine (Atlantic)
- 1964 : The song of Mose Allison (Atlantic)
- 1964 : The word from Mose Allison (Atlantic)
- 1965 : Wild man on the loose (Atlantic)
- 1965 : Mose alive! (Atlantic)
- 1968 : I've been doin' some thinkin' (Atlantic)
- 1969 : Hello there, universe (Atlantic)
- 1971 : Western man (Atlantic)
- 1972 : Mose in your ear [live] (Atlantic)
- 1976 : Your mind is on vacation (Koch)
- 1978 : Pure mose [live] (32 Jazz)
- 1982 : Middle class white boy (Discovery)
- 1982 : Lesson in living [live] (Elektra)
- 1987 : Ever since the world ended (Blue Note)
- 1989 : My backyard (Blue Note)
- 1993 : The earth wants you [live] (Blue Note)
- 1995 : Sings and plays (Prestige)
- 1997 : Gimcracks and gewgaws (Blue Note)
- 2001 : The mose chronicles: live in London, vol. 1 (Blue Note)
- 2002 : The mose chronicles: live in London, vol. 2 (Blue Note)
- 2010 : The Way of the World (ANTI-)